# Coenonympha momos
Coenonympha momos är en fjärilsart som beskrevs av Hans Fruhstorfer 1910. Coenonympha momos ingår i släktet Coenonympha och familjen praktfjärilar. Inga underarter finns listade i Catalogue of Life.